# Inge van Calkar
Inge van Calkar (Bunschoten, 8 augustus 1984) is een Nederlandse singer-songwriter, popzangeres en gitarist. Ze speelde in de bands Ysis en ZaZa en werkt sinds 2011 aan haar solo-carrière.

## Biografie

### Begin carrière: Ysis en ZaZa
Van Calkar is geboren in Bunschoten, groeide op in Dedemsvaart en leerde op dertienjarige leeftijd gitaar spelen, op een Spaanse gitaar die zij kreeg van haar zus. Op vijftienjarige leeftijd richt zij samen met Sanne Hans (van Miss Montreal) de band Ysis op, die kort daarna werd aangevuld met celliste Ilse Geritssen. Deze band bracht een ep uit, was voorprogramma van onder meer Racoon en Intwine en speelde op verschillende festivals. In 2008 ging de band uit elkaar door een gebrek aan motivatie en het feit dat de bandleden verder uit elkaar gingen wonen.
Van Calkar ging in Groningen een studie psychologie volgen, maar was ondertussen nog steeds bezig met haar muziekcarrière. Via een oproep op MySpace richtte ze de band ZaZa op. Andere bandleden waren Michael Nieuwenweg, Dennis Elderman en Allard Gosens. ZaZa bracht een ep uit, stond op showcasefestival Noorderslag en werd uitgeroepen tot 3FM Serious Talent. In 2010 was de band te horen bij een optreden in televisieprogramma De Wereld Draait Door. In hetzelfde jaar ging de band uit elkaar.

### Start solo-carrière en debuutalbum
Na het uiteenvallen van ZaZa en het voltooien van haar studie, tekende Van Calkar in 2011 een contract bij muzieklabel B2music. Ze begon hier aan haar solo-carrière, maar ging ook parttime aan de slag als klinisch psycholoog. Er werd een band om haar gevormd bestaande uit Ilsje Merk, Rutger Hoorn en Dick Schreuders. Ze bracht enkele singles uit en trad op bij het radioprogramma van Giel Beelen, voordat ze in 2013 meedeed aan televisieprogramma De beste singer-songwriter van Nederland. Hier moest ze het programma na de eerste aflevering verlaten. Ondertussen vormde ze met Frank Fiedler een muziekduo, die later in haar liveband komt te spelen. Later in 2013 deed de zangeres mee aan het rondreizende muziekfestival Popronde, waar ze optrad met haar titelloze debuutalbum. Het album werd in samenwerking gemaakt met producer Reyn Ouwehand en de stijl van het album is een mix van folk en pop. Begin 2014 stond de zangeres op festival Grunnsonic.

### Omslag naar popmuziek enReset
In 2015 deed de zangeres met band een optreden in het kerkje van Leegkerk, waarbij fans verschillende nieuwe nummers ten gehore kregen en vanuit deze nummers hun favorieten voor op het tweede album konden kiezen. Dit album zou in 2016 uitgebracht moeten worden, maar dit gebeurde uiteindelijk helemaal niet. Ze stond in 2016 wel op muziekfestival ESNS en deed enkele optredens, maar er werd ook een stapje terug gedaan. Dit omdat de zangeres twijfelde over de muziek die zij maakte. Ze genoot niet meer van de folkpop, en besloot muziek te maken dat meer neigt naar poprock en electropop. Er werd een nieuwe band rondom haar gevormd, ditmaal bestaande uit Joost van der Beek op gitaar, Rudy Schuitema op toetsen, Frank Fiedler op bas en synth en drummer Thomas Zeevalking. Van Calkar ging zich ook in het volledig wit kleden, als onderdeel van haar act. Deze keuze werd geïnspireerd door haar nieuwe gitaar, een witte Fender Jazzmaster. Haar nieuwe stijl werd in 2017 getest bij een nieuwe deelname aan de Popronde  en in 2018 werden verschillende singles uitgebracht, opbouwend naar tweede album Reset. Het album werd gedebuteerd bij een optreden in het Groningse Vera, met Electric Company in het voorprogramma. Door de nieuwe stijl wordt Van Calkar vaak door media vergeleken met Kylie Minogue.

### Succesvolle singles enFull Color
De nieuwe stijl zorgde voor een tweede doorbraak voor Van Calkar en in 2019 speelde ze onder andere op de festivals Eurosonic, Reeperbahn Festival te Duitsland en het Deense showcasefestival Spot. Ook werden er verschillende singles uitgebracht, zoals Touchdown, Spinning Around en The Ocean Never Ends. Touchdown werd bij radiozender NPO Radio 2 uitgeroepen tot TopSong. Al deze singles kwamen in 2020 op de ep Full Color te staan. Deze ep werd grotendeels geproduceerd door Gordon Groothedde. Met Full Color deed Van Calkar en band een tour met de titel Magical Rollercoaster Live Experience Show. Hierbij werd Van Calkar ondersteund door een lichtshow en professionele danseressen. Met het succes van Full Color kon Van Calkar leven als fulltime artiest en besloot ze haar parttime baan als psycholoog te stoppen. In begin 2021 werd de zangeres op Popgala Noord uitgeroepen tot Beste Artiest van het Noorden van 2020.

### Playen andere werken
Na Full Color werden verschillende singles door de zangeres uitgebracht. Zo kwam ze in april 2021 met Noorderlicht, een nummer voor de oprichter van verzetskrant Noorderlicht. Een andere single was Rise, dat gaat over het beste van jezelf naar boven halen. Deze single was de laatste onder eigen beheer, voordat ze in 2022 een contract tekende bij Cloud 9 Music. Na een single over ongemak in de sportschool met de titel Gymshark, en de single Come a Little Closer, werd in 2023 het album Play uitgebracht. Het is een uptempo en dansbaar album en werd door 3voor12 omschreven als een "ode aan het leven na corona". Na het album bracht de zangeres in 2023 nog de single Rush uit, maar daarna was het een tijdje stil rondom de zangeres. Pas in oktober 2024 kwam ze terug met een nieuwe single. Dit was Het idee, een samenwerking met Diggy Dex. Het nummer verscheen ook op Dex' album Tempo Giusto. Het idee was na Noorderlicht pas de tweede Nederlandstalige single van de zangeres.

## Discografie (albums en ep's)
- Inge van Calkar (album, 2013)
- Reset (album, 2018)
- Full Color (ep, 2020)
- Play (album, 2023)